# Moriya
Moriya (Japans: 守谷市, Moriya-shi) is een stad in de prefectuur Ibaraki op het eiland Honshu in Japan. De stad heeft een oppervlakte van 35,63 km² en medio 2008 bijna 59.000 inwoners. De rivier Tone loopt van zuidwest naar zuidoost door de stad.

## Geschiedenis
Op 2 februari 2002 werd Moriya een stad (shi) na autonome groei (de laatste samenvoeging met omliggende dorpen dateert van 1955).

## Bezienswaardigheden
- Yasaka jinja, ook de locatie van het zomerfestival eind juli
- Shiki no Sato park, waar midden juni het irisfestival wordt gehouden

## Verkeer
Moriya ligt aan de Jōsō-lijn van de Kanto Spoorwegen (Kantō Tetsudō) en aan de Tsukuba Express van de Stedelijke Intercity Spoorwegmaatschappij (首都圏新都市鉄道株式会社, Shuto-ken Shin Toshi Tetsudō Kabushiki-gaisha).
Moriya ligt aan de Jōban-autosnelweg en aan autoweg 294.

## Stedenbanden
Moriya heeft een stedenband met
- Mainburg, Duitsland, sinds 1989
- Greeley (Colorado), Verenigde Staten, sinds 1993

## Geboren in Moriya
- Masakatsu Sawa (澤昌克, Sawa Masakatsu), voetballer
- Takayo Mimura (三村恭代, Mimura Takayo), actrice, het meest bekend om haar rol in Battle Royale

## Aangrenzende steden
- Jōsō
- Kashiwa
- Noda
- Toride
- Tsukubamirai